# حافظه با هسته مغناطیسی

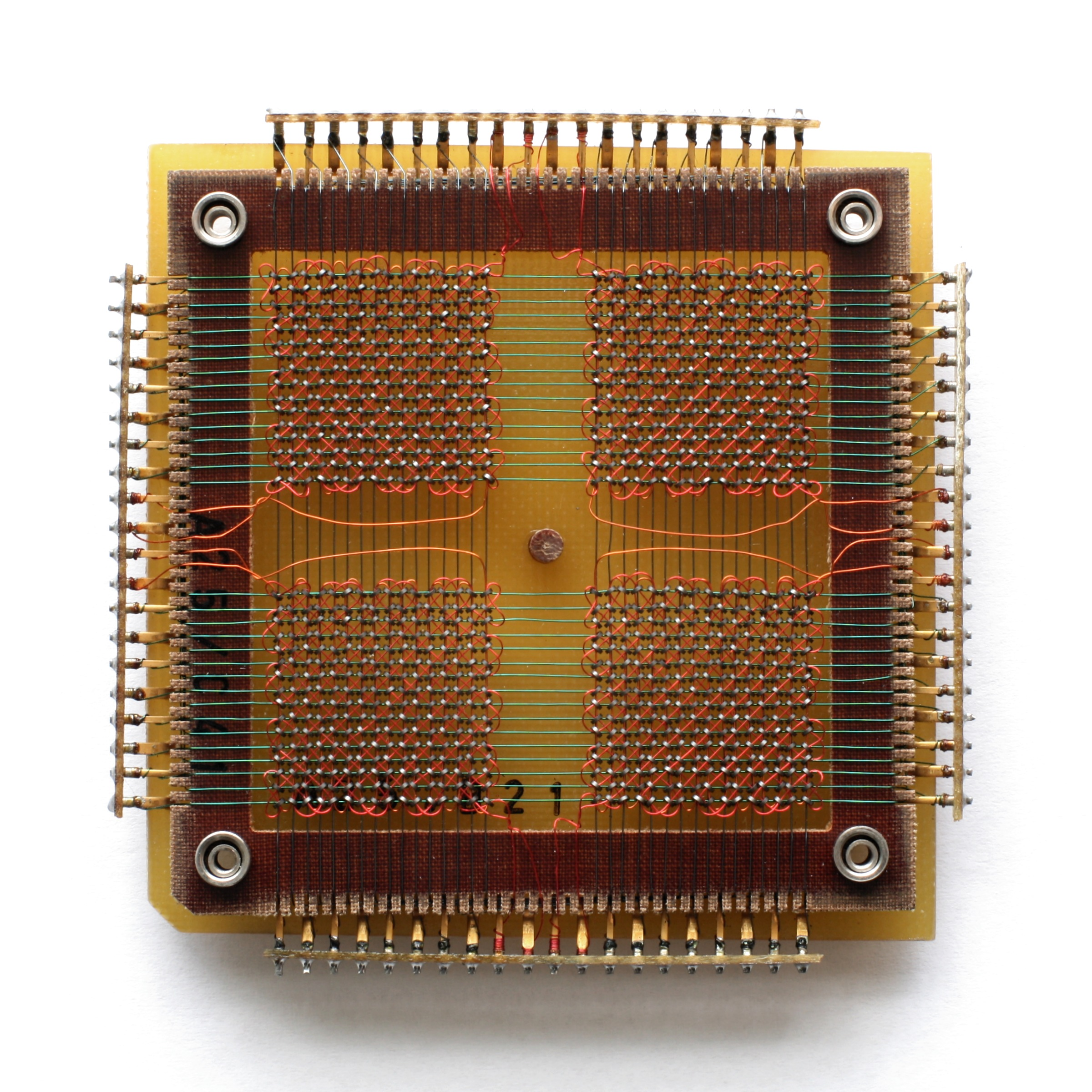
یک حافظه با هسته‌مغناطیسی ۳۲x۳۲ با قدرت ذخیره‌سازی ۱۰۲۴ بیت. حلقه‌های کوچک سیاه رنگ در تقاطع سیم‌های شبکه‌ای، که در چهار مربع سازماندهی‌شده‌اند، هسته‌های فریت هستند.

نمودار صفحه ۴×۴ حافظه هسته مغناطیسی در یک تنظیم انطباق‌جریان خط X/Y. ایکس و وای خطوط راه‌اندازی هستند، S حسگر است، Z مهار است. فلش‌ها جهت جریان را برای نوشتن نشان می‌دهند.

در رایانش، حافظهٔ هسته‌مغناطیسی (به انگلیسی: magnetic-core memory) شکلی از حافظه با دسترسی تصادفی است که به مدت ۲۰ سال بین سال‌های ۱۹۵۵ و ۱۹۷۵ سیطره داشته است. این حافظه اغلب فقط به نام حافظه هسته (به انگلیسی: core memory) یا غیررسمی هسته (به انگلیسی: core) نامیده می‌شود.